# Baltijos-Gymnasium Klaipėda
Das Baltijos-Gymnasium Klaipėda (litauisch Klaipėdos Baltijos gimnazija) ist ein Gymnasium mit dem besonderen Bildungsschwerpunkt Ingenieurwesen in der litauischen Hafenstadt Klaipėda. Sie ist benannt nach dem Baltijos-Prospekt (Avenue) in Klaipėda. Der Bildungspartner ist die Universität Klaipėda. Bei der Umsetzung der Ingenieurausbildung wird das Gymnasium auch von Industrie und Wirtschaftsunternehmen  unterstützt. Die Schüler der Ingenieurklassen führen langfristige Projekte bei Unternehmen unter der Leitung von praktizierenden Ingenieuren durch.
Das Gymnasium ist für die Ausbildung von Schülern mit Mobilitäts- und Körperbehinderungen angepasst: Es gibt einen Aufzug, Lift, Rampen.

## Ingenieurbildung
In den Klassen der Ingenieurbildung wird das Programm der Fachausbildungsrichtung  durchgeführt. Das Ziel ist es, die Ingenieurkompetenz konsequent und zielgerichtet zu entwickeln, die für die Planung einer zukünftigen Karriere und das Studium von Wissenschaften im Zusammenhang mit Ingenieurberufen oder Ingenieurkreativität erforderlich ist. In den Klassen arbeiten auch die Hochschullehrer der Universität Klaipėda, die mit dem Gymnasium  zusammenarbeitet. Die Gymnasiasten erhalten die Möglichkeit, theoretisches Wissen in realen Umgebungen, in modernen Labors, unter Anleitung von Hochschullehrern und praktizierenden Ingenieuren von Wirtschaftsunternehmen praktisch anzuwenden.
Die Ingenieurwissenschaften sind ein Pflichtfach. Man wählt je nach Bedarf mindestens eines der Fächer wie Design, Technisches Zeichnen, C-Programmierung, Biomedizin, experimentelle Chemie, 3D-Modellierung, Wirtschaftsingenieurwesen und andere.
In der Klasse für Ingenieurpädagogik werden die Schüler während einer wöchentlichen naturwissenschaftlichen Unterrichtsstunde (Biologie, Mathematik, Chemie und Physik) in Gruppen aufgeteilt, parallel findet Biologie-Chemie, Physik-Mathematikunterricht statt. Es gibt auch integrierte Aktivitäten oder praktische Arbeit im Umfang von zwei Unterrichtsstunden. Beim Erlernen von exakten Wissenschaften und Naturwissenschaften in einem Ingenieurunterricht wird den Fachthemen mehr Zeit gewidmet,  mehr Laborarbeit erfolgt.
Darüber hinaus wenden die Schüler theoretisches Wissen an der Fakultät für Meerestechnologien und Naturwissenschaften der Universität Klaipėda (KU) und im  Institut für Meeresforschung in der Praxis an. Die Gymnasiasten führen in einem Team von 2–5 Schülern zusammen mit einem Fachlehrer und einem universitären Forschungsmitarbeiter (Mentor) ausgewählte langfristige praktische Forschungsprojekte durch. Einige Unterrichtsstunden werden in den Ingenieurklassen  auch von Universitätslehrern durchgeführt  werden.
Die Schüler haben auch Kooperation, Exkursionen und Projekte mit Unternehmen und der Universität der Hafenstadt, pädagogische Praktika außerhalb des Gymnasiums. 16 Schüler kommen jeden Monat zu einem Unterricht in eine Fabrik und 90 Minuten arbeiten mit einem Ingenieur, aufgeteilt in vier Gruppen (Elektrik, Mechanik, Automatisierung, Verfahrenstechnik). Die Schüler entscheiden selbst, welcher Bereich für sie akzeptabler ist. Unter ausbildenden  Unternehmen  sind UAB „Fortum Klaipėda“, „Bega“, „Indorama“, „Neo Group“, „Mars Lietuva“, „Vakarų laivų gamykla“, „Grigeo“.

## Geschichte
1970 wurde die 18. Sekundarschule Klaipėda in Sowjetlitauen gegründet. Im September 1970 gab es 1381 Schüler in 39 Klassen, 64 Pädagogen haben ihre Arbeit  aufgenommen. 1993 erhielt die Schule  den Baltijos-Namen, die von Milda Aramavičiūtė, einer Schülerin der 12. Klasse, geschaffene Flagge wurde geweiht. 2009 verlieh das Ministerium für Bildung und Wissenschaft der Republik Litauen  der Schule den Status eines Gymnasiums.   2018  wurde   ein Kooperationsvertrag mit der Universität Klaipėda unterzeichnet und am 1. September eine Klasse der Ingenieurbildung eingerichtet. Zu den allgemeinbildenden Fächern wurden die zusätzlichen Unterrichtsstunden dazu gefügt. Mit dem Beschluss vom 25. Juli 2019  genehmigte der Stadtrat Klaipėda  das Modell der ingenieurwissenschaftlichen Klassen. Sie erhielten den Namen universitäre ingenieurwissenschaftliche Klassen.

## Schüler
- Arvydas Macijauskas (* 1980), Basketballspieler
- Arvydas Pocius (* 1957), Generalleutnant und Diplomat